# USS LST-920

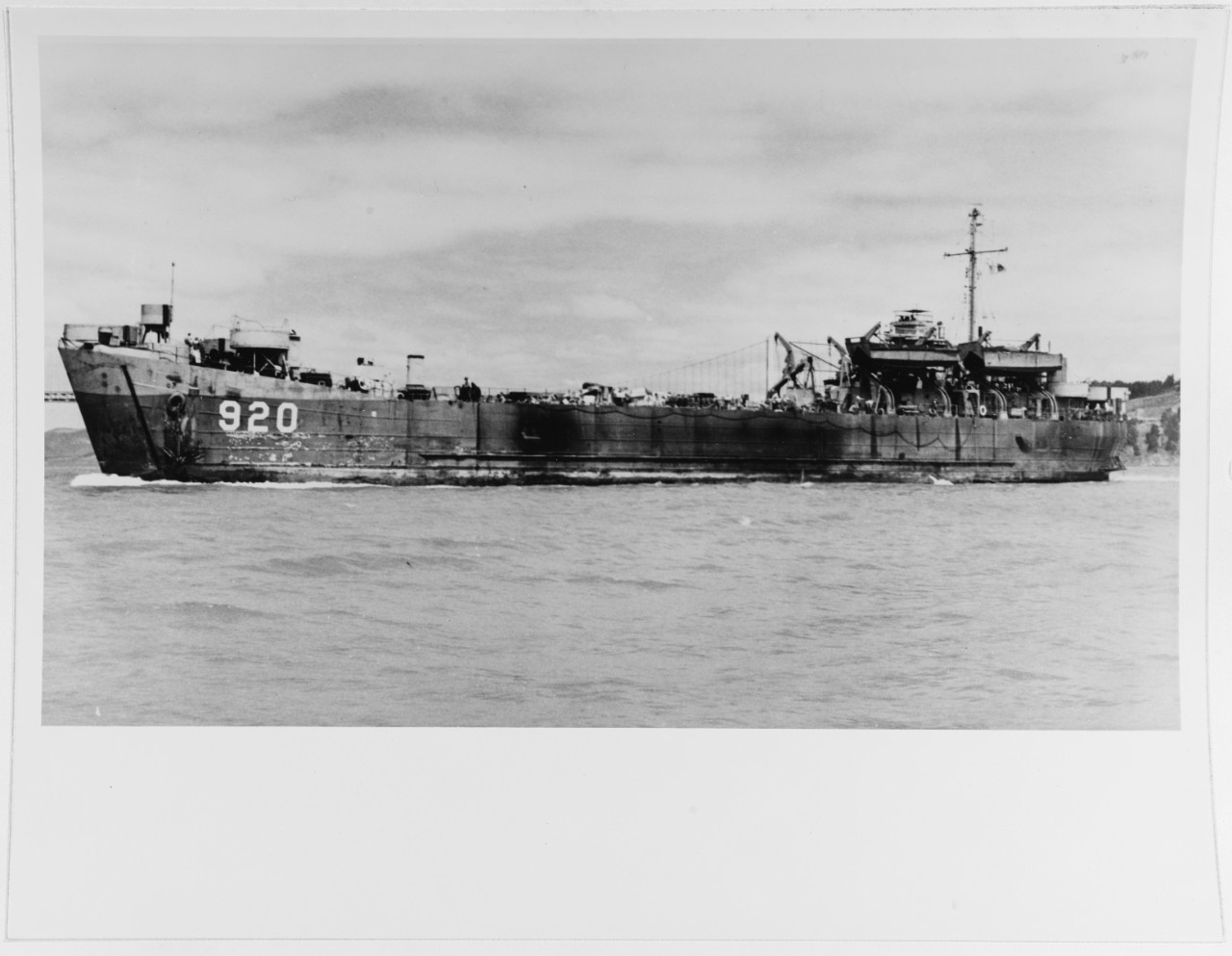
USS LST-920 circa 1945-1946.

O USS LST-920 foi um navio de guerra norte-americano da classe LST que operou durante a Segunda Guerra Mundial.